# 巴克里亞
巴克里亞（西班牙語：Vaquería），是巴拉圭的城鎮，位於該國東部，由卡瓜蘇省負責管轄，距離亞松森243公里，始建於1993年，面積1,150平方公里，2002年人口10,257，人口密度每平方公里10.15人。